# Praia da Barranha
Praia da Barranha.

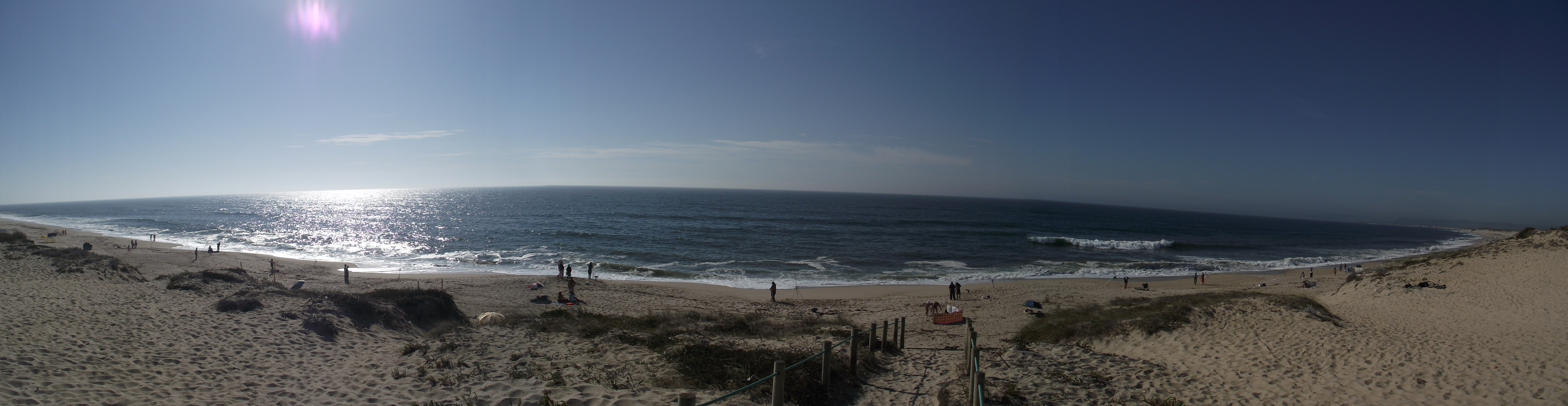
Panorama

A Praia da Barranha é uma praia marítima de Aguçadoura.
A praia é acedida pela rua da Codicheira e está localizada entre a Praia da Codicheira e a Praia do Rio Alto nas freguesias da Aguçadoura e Estela. A sul, destaca-se a Praia da Aguçadoura.
Nesta praia pratica-se essencialmente Surf, Body-Board (pois as condições naturais o permitem) e mais recentemente Beach Tennis.